# Минато
Минато (яп. 港区 Минато-ку) — один из двадцати трёх специальных районов Токио.
По состоянию на 1 мая 2020 года в районе проживало 261 618 человек при средней плотности 12,843 чел./км². Общая площадь района составляет 20,37 км².
На территории района Минато расположено 49 посольств и представительств зарубежных государств. Именно в этом специальном районе находятся посольства Российской Федерации и Республики Казахстан (район Адзабудай), посольство США (район Акасака) и др., Торговое представительство Российской Федерации в Японии (район Таканава). Также в Минато располагается токийский квартал гейш Акасака.

## География
Основные кварталы района Минато: Адзабу, Акасака, Аояма, Атаго, Мита, Одайба, Роппонги, Сиба, Сибаура, Симбаси, Таканава, Тораномон.

## Достопримечательности
- Дворец Акасака
- Дворец Тогу
- Парк Сиба с телебашней «Токио Тауэр»
- Национальный центр искусств
- Высотный комплекс «Мидтаун Тауэр»
- Высотный комплекс «Роппонги Хиллз Мори Тауэр»
- Храм Атаго
- Кладбище Аояма

В Минато расположено несколько самых высоких токийских небоскребов: 54-этажный «Мидтаун Тауэр» (248 м), 54-этажный «Роппонги Хилс» (238 м), 45-этажный «Идзуми Гарден Тауэр» (216 м), 43-этажный «Сиодоме Сити Сентр» (216 м), 48-этажный «Дэнцу Билдинг» (213 м), 32-этажный «Ниппон Телевижн Тауэр» (193 м), 56-этажный «Акти Сиодоме» (190 м), 42-этажный «Атаго Грин Хилс» (188 м), 44-этажный «НЭК Супер Тауэр» (180 м), 34-этажный «Сиодоме Медиа Тауэр» (172 м), 40-этажный «Уорлд Трейд Сентр Билдинг» (163 м).

## Экономика
В районе Минато базируются крупнейшие корпорации Японии —
«Хонда Мотор» и «Мицубиси Моторс» (автомобилестроение),
«НЭК», «Сони», «Фудзицу», «Nikon», «Тосиба», «Оки Электрик», «Фуджифилм», «Фудзи Ксерокс» и «Токио Электрон» (электроника),
«Мицубиси Хэви Индастриз», «Кавасаки Хэви Индастриз» и «Комацу» (тяжёлое машиностроение),
«Токио Гэс» и «Эурус Энерджи» (энергетика), «Мицубиси Кэмикл Холдингс», «Сёва Дэнко», «Мицуи Кэмиклс», «Убэ Индастриз», «Мицубиси Кэмиклс», «Мицубиси Рэйон» (химическая промышленность),
«Мицуи Ойл Эксплорейшн»(нефтегазовая и нефтехимическая промышленность),
«Иокогама Раббер» (автошины),
«Сисейдо» (косметика и парфюмерия),
«Тюо Мицуи Траст Холдингс», «Сони Файненшл Холдингс» и «Джапан Кредит Бюро» (финансы),
«Итотю», «Сёдзицу» и «Тоёта Цусё» (торговля),
«Уникло» (розничная торговля),
«Ямада» (торговля военной продукцией),
«Кадзима», «Обаяси», «Симидзу» и «Хадзама» (строительство),
«Ниппон Шит Гласс» (стекло и керамика),
«Джапан Тобакко» (сигареты),
«Моринага Милк Индастри», «Никка Виски Дистиллинг», «Тоё Суйсан» и «Торая» (пищевые продукты и напитки),
«Олл Ниппон Эйрлайнз», «Ниппон Карго Эйрлайнз» и «Эйр Ниппон» (авиаперевозки),
«Мицуи Оу-Эс-Ка Лайнс» (судоходство),
«Кэйкю» (железнодорожные перевозки),
«Ниппон Экспресс» (логистика),
«СофтБэнк», «СофтБэнк Мобайл» и «Эн-Ти-Ти Комвейр» (телекоммуникации),
«Ниппон Телевижн Нетворк», «Токио Бродкастинг Систем», «Фудзи Телевижн Нетворк», «Ти-Ви Асахи», «Ти-Ви Токио», «WOWOW» и «Анимакс» (телевидение),
«Киодо Ньюс» (информационное агентство),
«Дэнцу» и «Хакуходо» (реклама),
«Бандай Визуал», «Дженеон Юниверсал» и «Генко» (анимация),
«Виктор Энтертейнмент» и «Пони Каньон» (музыка, кино, анимация и телевидение),
«Авекс Груп», «Сигма Севен», «ДефСтар Рекордс», «Киун Рекордс», «Хип Лэнд Мюзик» и «Джонни энд Ассошиэйтес» (музыкальный бизнес),
«Сега Самми Холдингс», «Сони Компьютер Энтертейнмент» «Конами», «Джалеко Холдинг», «Вивариум», «Асмик Эйс» и «Кодзима Продакшн» (видеоигры),
«Покемон Компани» (игрушки и видеоигры),
«Комм де Гарсон» (модный дом),
«Пицца-Ла» (сеть ресторанов),
«Нисимура энд Асахи» и «Андерсон Мори энд Томоцунэ» (юридические услуги).
Также в Минато находятся офисы крупнейших иностранных корпораций — «Ситигруп», «Голдман Сакс», «Стейт Стрит», «ИНГ Груп», «Кредит Сюисс», «Барклейс Кэпитал», «Аллианц», «Коммерцбанк», «Э-Трейд», «Самсунг», «Хёндэ», «Леново», «Оракл», «Сиско», «Бритиш Петролеум», «Шеврон», «БАСФ», «Бектон Дикинсон», «Феррари», «Луи Виттон», «Яху! Джапан», «Гугл», «Тайм Уорнер», «Электроник Артс», «Юниверсал Мюзик», «ЭМИ Мюзик», «Коламбия Рекордс», «Эпик Рекордс», «Эйр Франс», «Кориан Эйр», «Эйр Чайна», «Иран Эйр».
В районе расположены торговые центры и универмаги «Галлериа», «Акасака Биз», «Омотесандо Хилс», «Аояма», «Исетан», «Даймару», «Атре», «Люмине», а также магазины «Прада», «Диор», «Шанель», «Армани», «Луи Виттон» и «Тодс».

## Галерея
- Роппонги
- Сиба
- Симбаси
- Акасака
- Атаго
- Сибаура
- Симбаси
- Аояма
- Роппонги
- Симбаси
- Таканава
- Аояма